# В'язове (Курська область)
В'язове (рос. Вязовое) — село в Щигровському районі Курської області Російської Федерації.
Населення становить 128 осіб. Входить до складу муніципального утворення В'язовська сільрада.

## Історія
Населений пункт розташований на території українського етнічного та культурного краю Східна Слобожанщина.
Від 2004 року входить до складу муніципального утворення В'язовська сільрада.

## Населення
| 2002 | 2010 | 2012 | 2013 | 2014 | 2015 | 2016 |
| ---- | ---- | ---- | ---- | ---- | ---- | ---- |
| 261  | ↘191 | ↘187 | ↘169 | ↘161 | ↘149 | ↘140 |
| 2017 | 2018 | 2019 | 2020 | 2021 |      |      |
| ↗144 | ↘143 | ↘141 | ↘127 | ↗128 |      |      |